# Marta Pihan-Kulesza
Marta Pihan-Kulesza (ur. 23 lipca 1987 w Szczecinie) – polska gimnastyczka, reprezentantka kraju na Igrzyskach Olimpijskich w 2008 i 2012 roku, 13-krotna mistrzyni Polski w wieloboju (2004-2005, 2007-2010, 2012-2014, 2018, 2020, 2024-2025), wielokrotna medalistka Pucharu Świata, wielokrotna finalistka Mistrzostw Świata i Europy.
Reprezentuje klub MKS Kusy Szczecin. W ciągu swojej kariery, zdobyła 49 medali na Mistrzostwach Polski, w tym 41 złotych. Wzięła udział w ośmiu finałach Mistrzostw Europy i trzech finałach Mistrzostw Świata, jednak jej największym sukcesem był awans do finału wieloboju indywidualnego na XXX Igrzyskach Olimpijskich w Londynie. Dużym osiągnięciem zawodniczki jest również zdobycie 20 medali w zawodach Pucharu Świata, w tym siedmiu złotych.
Mimo braku medali na najważniejszych zawodach w gimnastyce sportowej, Pihan-Kulesza jest jedną z ulubienic fanów, co osiągnęła oryginalną i świetnie wykonaną choreografią oraz trudnymi i ryzykownymi elementami na równoważni i w ćwiczeniach wolnych.

## Życie osobiste
Urodziła się 23 lipca 1987 roku w Szczecinie. Od 2009 roku, jest żoną gimnastyka i Olimpijczyka z 2012 roku Romana Kuleszy.
Jest dyrektorem The Little Gym Szczecin, placówki, która organizuje zajęcia gimnastyczne dla dzieci. Pracuje tam wraz z mężem.
W 2017 roku, Marta urodziła córkę Jagnę. W sierpniu 2022, na świat przyszedł jej syn Radzimir.

## Kariera

### 2003-2008
Pihan-Kulesza rozpoczęła karierę w rangach seniorek w roku 2003, zdobywając swój pierwszy tytuł na Mistrzostwach Polski w Białej Podlaskiej, gdzie ukończyła zawody na pierwszym miejscu w ćwiczeniach na równoważni. Rok później, zdobyła kolejne dwa złote medale w Olsztynie, broniąc swój tytuł na równoważni i zyskując kolejny w ćwiczeniach wolnych. Wygrała również swój pierwszy złoty medal w wieloboju indywidualnym.
Na Mistrzostwach Polski w Iławie w 2005 roku, Marta obroniła tytuł Mistrzyni kraju w wieloboju indywidualnym i wygrała trzecie złoto z rzędu na równoważni i drugie w ćwiczeniach wolnych. Na Mistrzostwach Europy w Debreczynie, zajęła 20. miejsce w finale wieloboju i uplasowała się na 7. pozycji w finale ćwiczeń wolnych.
Tego samego roku, reprezentowała Polskę na swoich pierwszych Mistrzostwach Świata w australijskim Melbourne, gdzie ukończyła zawody na 18. miejscu w finale wieloboju indywidualnego.
W 2006 roku, Pihan wygrała swój czwarty tytuł w ćwiczeniach na równoważni na Mistrzostwach Polski w Zabrzu oraz zdobyła srebro w wieloboju indywidualnym. Na Mistrzostwach Europy w greckim Wolos, wraz z reprezentacją Polski zajęła 13. miejsce w kwalifikacjach drużynowych. Indywidualnie była 15. w nieoficjalnym rankingu wieloboju indywidualnego, uzyskując punktację 54.675, a zatem najwyższy wynik wśród polskich zawodniczek. Kilka miesięcy później, Pihan ukończyła kwalifikacje na Mistrzostwach Świata w Aarhus na 47. pozycji w wieloboju indywidualnym i 21. w wieloboju drużynowym.
Na Mistrzostwach Polski w Krakowie w 2007 roku, Pihan wygrała swój trzeci tytuł mistrzyni w wieloboju indywidualnym i pierwszy w finale na poręczach asymetrycznych. Wzięła udział w Pucharze Świata w Gandawie, gdzie zajęła 7. miejsce w ćwiczeniach na równoważni. We wrześniu, wystąpiła na Mistrzostwach Świata w Stuttgarcie, gdzie zajęła 63. miejsce w wieloboju indywidualnym oraz 22. razem z polską kadrą w kwalifikacjach drużynowych.
W 2008 roku, zdobyła swój czwarty tytuł mistrzyni Polski w wieloboju indywidualnym w swoim rodzinnym mieście i wygrała złote medale w ćwiczeniach wolnych i na poręczach. Na Mistrzostwach Europy we francuskim Clermont-Ferrand, uplasowała się na wysokim 8. miejscu w wieloboju indywidualnym, natomiast kadra Polski zajęła 12. pozycję drużynowo. Marta była również trzecią rezerwową do finału ćwiczeń na równoważni i zajęła 33. miejsce w ćwiczeniach wolnych i 38. na poręczach. W kwietniu, wygrała brązowy medal w ćwiczeniach na poręczach na Pucharze Świata w Mariborze. Zyskała również 4. miejsce w ćwiczeniach wolnych i 6. na równoważni.
W maju, wystąpiła na Pucharze Świata w Moskwie, gdzie uplasowała się na 6. lokacie na równoważni oraz 7. w finałach na poręczach i ćwiczeniach wolnych. Miesiąc później, Pihan wzięła udział w Pucharze Szczerba w Mińsku, gdzie zajęła 3. miejsce w wieloboju indywidualnym i 2. w ćwiczeniach wolnych.

#### Letnie Igrzyska Olimpijskie 2008 w Pekinie
Marta reprezentowała Polskę na Letnich Igrzyskach Olimpijskich w Pekinie. Zakończyła zawody na etapie kwalifikacji, w których zajęła 46. miejsce w wieloboju indywidualnym, 44. na poręczach asymetrycznych, 73. na równoważni oraz 45. w ćwiczeniach wolnych.

### 2009
Na Mistrzostwach Polski 2009 w Zabrzu, Marta Pihan-Kulesza wygrała swój piąty tytuł mistrzyni kraju w wieloboju, zdobywając również złote medale na poręczach, równoważni i ćwiczeniach wolnych. W marcu, wygrała złoty medal na równoważni (14,075) podczas Pucharu Świata w Chociebużu, zajmując również 7. miejsce w ćwiczeniach wolnych. W tym samym miesiącu, zdobyła dwa brązowe medale – w ćwiczeniach wolnych i na równoważni, na Pucharze Świata w Mariborze.
W kwietniu, wystąpiła na Mistrzostwach Europy w Mediolanie, gdzie zajęła 10. miejsce w finale wieloboju indywidualnego z wynikiem 55,150. Miesiąc później, zajęła 6. miejsce na poręczach i 7. na równoważni na Pucharze Świata w Moskwie.
W lipcu, Pihan reprezentowała Polskę na Letniej Uniwersjadzie w Belgradzie, gdzie zakwalifikowała się na 5. miejscu do finału wieloboju indywidualnego z wynikiem 53,850, 3. na równoważni (14.050) i 4. w ćwiczeniach wolnych (13.900). W finale wieloboju, Marta zajęła 7. miejsce z punktację 53,450, po czym uplasowała się na 5. lokacie w ćwiczeniach wolnych (13.725) i 8. na równoważni (12,625).
We wrześniu, wygrała swój drugi tytuł mistrzowski podczas Pucharu Świata w Dausze, tym razem w ćwiczeniach wolnych. Zajęła również 5. miejsce na poręczach i 6. na równoważni. Pihan wzięła udział w Mistrzostwach Świata w Londynie, jednak duża ilość błędów podczas kwalifikacji nie pozwoliła jej na awans do żadnego finału. Marta zakończyła zawody na 39. miejscu w wieloboju, 13. na poręczach, 68. na równoważni i 36. w ćwiczeniach wolnych.
W listopadzie, Marta wygrała srebrny medal na poręczach na Pucharze Świata w Stuttgarcie i zajęła 5. miejsce w ćwiczeniach wolnych.

### 2010
Marta rozpoczęła 2010 rok na Pucharze Świata w Chociebużu, gdzie zdobyła złoty medal, dzieląc tytuł mistrzyni ćwiczeń wolnych z Kanadyjką Kristiną Vaculik. Kilka tygodni później, zajęła 5. miejsce na poręczach i w ćwiczeniach wolnych oraz 6. na równoważni na Pucharze Świata w Dausze.
Pod koniec kwietnia, kadra Polski zajęła 10. miejsce w kwalifikacjach drużynowych na Mistrzostwach Europy w Birmingham. Indywidualnie, Pihan zajęła 25. miejsce na poręczach, 24. na równoważni oraz 19. w ćwiczeniach wolnych. W maju, Marta zdobyła cztery złote medale na Mistrzostwach Polski w Iławie, w tym swój piąty tytuł w wieloboju.
W czerwcu, Pihan-Kulesza została jedną z laureatek szczecińskiej Gali Mistrzów Sportu.
We wrześniu, Marta wygrała złoty medal w wieloboju na corocznym Pucharze Szczerba w Mińsku, zdobywając również srebrny medal w skoku. Na Mistrzostwach Świata w Rotterdamie, Pihan zakwalifikowała się do finału w wieloboju indywidualnym, uzyskując łączny wynik 54,682, natomiast kadra Polski (w składzie z Moniką Frandofert, Katarzyną Jurkowską, Paulą Plichtą, Gabrielą Janik i Joanną Litewką) zajęła 17. miejsce drużynowo. Marta osiągnęła również wielki sukces, będąc trzecią rezerwową do finału na równoważni z wynikiem 14,400. W finale wieloboju, Pihan-Kulesza zajęła 20. miejsce z notą 54,732.

### 2011
Pihan-Kulesza rozpoczęła kolejny rok na Pucharze Świata w Paryżu, gdzie zajęła 7. miejsce w ćwiczeniach wolnych. Tydzień później, nie udało jej się obronić tytułu mistrzyni Polski w wieloboju, który powędrował do Moniki Frandofert, natomiast Marta zdobyła srebrny medal.
W kwietniu, wzięła udział w Mistrzostwach Europy w Berlinie, gdzie zakwalifikowała się do finału w wieloboju indywidualnym. Pihan była również pierwszą rezerwową do finału na równoważni z wynikiem 14,200 oraz zajęła 20. miejsce na poręczach i 42. w ćwiczeniach wolnych. W finale wieloboju, zajęła 11. pozycję z punktacją 54,525. Ze względu na kontuzję reprezentantki Rosji i mistrzyni świata z 2010 roku, Aliji Mustafiny podczas finału wieloboju, Pihan wystąpiła również w finale na równoważni, gdzie przez upadek zajęła 7. miejsce.
Mimo uzyskania kwalifikacji drużynowej, Polska nie wysłała pełnej kadry na Mistrzostwa Świata w Tokio. Ze względu na duże błędy w kwalifikacjach, Pihan-Kulesza uplasowała się na niskim 65. miejscu w wieloboju indywidualnym.
W listopadzie, Pihan wygrała złoto w ćwiczeniach wolnych oraz brązowy medal na Pucharze Świata w Osijeku, po czym zdobyła złoto na poręczach podczas Pucharu Świata w Ostrawie.

### 2012
W styczniu, Pihan-Kulesza startowała na zawodach testowych do Letnich Igrzysk Olimpijskich w Londynie, gdzie uzyskała kwalifikację jako jedyna polska gimnastyczka po raz drugi w swojej karierze, zajmując 13. miejsce w wieloboju indywidualnym.
W marcu, brała udział Pucharze Świata w Chociebużu, gdzie zajęła 5. lokatę na poręczach asymetrycznych. Tydzień później, wygrała brązowy medal na równoważni podczas Pucharu Świata w Dausze oraz zajęła 7. miejsce w ćwiczeniach wolnych i 5. na poręczach. W kwietniu, wygrała kolejny srebrny medal na poręczach na Pucharze Świata w Osijeku.
Podczas Mistrzostw Europy w Brukseli, kadra Polski zajęła 13. miejsce w kwalifikacjach. Indywidualnie, Marta zakwalifikowała się na 8. pozycji w ćwiczeniach wolnych. Podczas finału, zajęła ostatecznie 7. lokatę.
W czerwcu, wzięła udział w Pucharze Świata w Mariborze, gdzie zdobyła srebrne medale na poręczach i w ćwiczeniach wolnych. Tydzień później, wygrała kolejny srebrny medal na poręczach podczas Pucharu Świata w Gandawie.
Podczas Mistrzostw Polski, Pihan-Kulesza zdobyła swój siódmy tytuł mistrzyni w wieloboju indywidualnym oraz wygrała złote medale na równoważni i w ćwiczeniach wolnych.

#### Letnie Igrzyska Olimpijskie 2012 w Londynie
Podczas kwalifikacji na XXX Letnich Igrzyskach Olimpijskich w Londynie, Marta zakwalifikowała się do finału wieloboju indywidualnego, zajmując 26. miejsce. Była również drugą rezerwową do finału w ćwiczeniach wolnych (14,333) oraz zajęła 27. miejsce na poręczach i 64. na równoważni.
W finale, który miał miejsce 2 sierpnia, Pihan-Kulesza uzyskała noty 13,933 w skoku, 14,333 na poręczach i 14,266 w ćwiczeniach wolnych, jednak błędy na równoważni i niski wynik 12,933 sprawiły, że spadła na 19. miejsce z ogólną punktacją 55,465.

### 2013
Marta nie brała udziału w indywidualnych Mistrzostwach Europy w Moskwie, mając krótką przerwę po Igrzyskach Olimpijskich.
Mimo dobrego startu na Mistrzostwach Polski w Katowicach, gdzie Pihan-Kulesza zdobyła swój ósmy tytuł mistrzyni narodowej w wieloboju i wygrała dwa złote medale w finałach na przyrządach, jej start na Mistrzostwach Świata w Antwerpii nie przyniosły sukcesów. Marta uplasowała się na dalekiej od finału 41. pozycji w wieloboju i zakończyła zawody na 30. miejscu na poręczach i równoważni oraz 68. w ćwiczeniach wolnych.

### 2014
Na początku 2014 roku, Pihan-Kulesza potwierdziła chęci udziału w swoich trzecich Igrzyskach Olimpijskich w Rio de Janeiro. Kolejny rok kariery rozpoczęła na Pucharze Świata w Chociebużu, gdzie wygrała złoto w ćwiczeniach wolnych i zajęła 7. miejsce na poręczach asymetrycznych.
Podczas kwalifikacji Mistrzostw Europy w Sofii, Pihan-Kulesza zajęła 3. miejsce w nieoficjalnym rankingu wieloboju indywidualnego. Polska kadra zajęła 10. miejsce drużynowo, natomiast Marta zakwalifikowała się na 3. miejscu do finału na równoważni oraz 6. w ćwiczeniach wolnych z wynikami 14,400 i 14,300. Na poręczach asymetrycznych zajęła 14. lokatę, zyskując notę 13,966. Podczas finału na równoważni, wykonała mniej solidny układ i zajęła 6. miejsce (13,733). W finale ćwiczeń wolnych, Marta zajęła 4. miejsce z wynikiem 14,400, otrzymując 0,100 punkta mniej od brązowej medalistki Giulii Steingruber.
Marta wygrała swój dziewiąty tytuł mistrzyni kraju w wieloboju na Mistrzostwach Polskich w Białej Podlaskiej, gdzie wygrała również trzy złote medale w finałach na równoważni, poręczach i ćwiczeniach wolnych.
Na Mistrzostwach Świata w Nanning, zajęła 16. miejsce w kwalifikacjach wieloboju indywidualnego z wynikiem 55,665, awansując do finału. Mimo kilku błędów w ćwiczeniach wolnych, była również trzecią rezerwową do finału (13,900) i zajęła 25. miejsce na poręczach i równoważni. Kadra Polski zajęła 17. miejsce drużynowo. W finale wieloboju, Marta znalazła się na 14. lokacie z wynikiem 55.156.
W grudniu, wzięła udział w 4. Mexican Gymnastics Open w Acapulco, gdzie wygrała złoty medal w wieloboju indywidualnym z łączną notą 54,450.

### 2015
W marcu, Pihan-Kulesza wygrała złoty medal w ćwiczeniach wolnych na Pucharze Świata w Chociebużu. W kwietniu, wzięła udział w Mistrzostwach Europy w Montpellier, gdzie uzyskała kwalifikacje do finałów w wieloboju indywidualnym i ćwiczeniach wolnych. W finale wieloboju, uzyskała łączną notę 55,198 i zajęła wysokie 5. miejsce. W finale ćwiczeń wolnych, uplasowała się ponownie na 5. pozycji z wynikiem 14,233.
W maju, Marta startowała w Mistrzostwach Polski w Szczecinie, gdzie utraciła tytuł mistrzyni i zajęła drugie miejsce, podczas gdy złoto powędrowało do Katarzyny Jurkowskiej-Kowalskiej. Mimo kwalifikacji do finałów na przyrządach, zrezygnowała dalszego udziału w zawodach ze względu na kontuzję.
Wróciła do zawodów w październiku na barbórkowym Pucharze w Zabrzu, gdzie wygrała złoty medal w wieloboju indywidualnym i uzyskała najwyższe noty na równoważni i w ćwiczeniach wolnych.
Pod koniec roku, wzięła udział w Mistrzostwach Świata w Glasgow. Zakończyła zawody na etapie kwalifikacji, w których duża ilość błędów sprawiła, że znalazła się na 38. miejscu w wieloboju indywidualnym. Jej najlepszym wynikiem było 27. miejsce na równoważni. Polska kadra uplasowała się na 19. miejscu, tracąc szansę na walkę o drużynowy udział w XXXI Letnich Igrzyskach Olimpijskich w Rio de Janeiro.

### 2016
W marcu, u boku Katarzyny Jurkowskiej-Kowalskiej i Gabrieli Janik, wzięła udział w drużynowym Pucharze Świata w Stuttgarcie. Polki uplasowały się na 4. miejscu za kadrą Rosji, Niemiec i Szwajcarii. W kwietniu, wystąpiła na Pucharze Świata w Chociebużu, gdzie zakwalifikowała się do finału ćwiczeń wolnych i zajęła 11. miejsce na równoważni i 15. na poręczach. W finale uplasowała się na czwartej pozycji.
Polski Związek Gimnastyczny podjął decyzję o wysłaniu dwóch zawodniczek na zawody testowe do Rio de Janeiro – Jurkowską i Janik. Tym samym, Marta straciła szansę na kwalifikację do Igrzysk Olimpijskich.
W maju, Pihan-Kulesza ogłosiła koniec swojej kariery sportowej.

### 2017-2018
Po urodzeniu córki w 2017 roku i mimo przejścia na sportową emeryturę, Pihan-Kulesza powróciła do zawodów w 2018 roku podczas dorocznego Pucharu Polski, gdzie uplasowała się na pierwszym miejscu w wieloboju. Pod koniec czerwca zdobyła swój jubileuszowy 10. tytuł mistrzyni narodowej w wieloboju na Mistrzostwach Polski w Gdańsku.
Marta wzięła udział w Mistrzostwach Europy w Glasgow, jednak nie dostała się do żadnego finału, a polska kadra zakończyła kwalifikacje na 13. miejscu w wieloboju drużynowym.
Na mistrzostwach świata w Dausze odpadła w kwalifikacjach we wszystkich sześciu konkurencjach, w których brała udział. Wśród Polek spisała się najlepiej na równoważni, zajmując 24. pozycję.
W listopadzie, wygrała brązowy medal na Pucharze Świata w Chociebużu w finale ćwiczeń wolnych.

### 2019
W marcu, wzięła udział w Pucharze Świata w Dausze, gdzie zajęła 4. miejsce w finale ćwiczeń wolnych z notą 13,233.
W kwietniu, Marta startowała w Mistrzostwach Europy organizowanych w Szczecinie. W kwalifikacjach, zyskała noty 13,233 w skoku, 10,866 na poręczach, 11,200 na równoważni i 12,933 w ćwiczeniach wolnych. Z łącznym wynikiem 48,232, uplasowała się na niskiej 39. lokacie w wieloboju i nie awansowała do żadnych finałów. Najbliżej kwalifikacji była w ćwiczeniach wolnych, gdzie zajęła 12. miejsce. Podczas finałów, Marta wraz z francuskim zawodnikiem Samirem Aït-Saïd zostali nagrodzeni nagrodą Smart Scoring Shooting Star Award, która przyznawana jest zawodnikom z ciekawą historią, inspirującą kolejne pokolenia.
Mimo kwalifikacji otrzymanej przez polską kadrę na Mistrzostwa Świata w Stuttgarcie, Polski Związek Gimnastyczny zdecydował się nie wysyłać pełnego składu na zawody. Początkowo zdecydowano o wysłaniu Pihan-Kuleszy wraz z Gabrielą Janik, jednak ostatecznie ogłoszono, że Marta nie spełnia warunków kwalifikacji, tym samym tracąc jedną z szans na kwalifikacje do XXXII Igrzysk Olimpijskich w Tokio. Już w lipcu 2019 roku, media pisały o braku środków, które Polski Związek Gimnastyczny jest w stanie przeznaczyć na przygotowania do nadchodzących Igrzysk, a nawet braku profesjonalizmu ze strony organizacji, która w dalszym ciągu nie podpisała umowy trenerowi kadry mężczyzn, Leszkowi Blanikowi.

### 2020
W październiku, European Gymnastics zawiesił Polski Związek Gimnastyczny ze względu na niespłacone długi po organizacji Mistrzostw Europy w Szczecinie. Mimo dużych szans Pihan-Kuleszy na medal podczas Mistrzostw Europy w Mersin, na które większość krajów się nie zdecydowało ze względu na pandemię COVID-19, polscy zawodnicy nie mogli w nich uczestniczyć ze względu na długi polskiej federacji w wysokości około 160 tysięcy euro.
W tym samym miesiącu, Marta wzięła udział w Pucharze Świata w Szombathely, gdzie wygrała srebrny medal w ćwiczeniach wolnych i uplasowała się na 7. miejscu na poręczach i 8. na równoważni.
W listopadzie, zdobyła swój 11. tytuł mistrzyni Polski w wieloboju indywidualnym z notą 53,700. W finałach na przyrządach, wygrała dwa złote medale na poręczach i w ćwiczeniach wolnych oraz srebro na równoważni.

### 2021
W marcu, wygrała złoty medal w wieloboju indywidualnym podczas Pucharu Polski w Zabrzu, z wynikiem 50,650. Otrzymała najwyższe noty w ćwiczeniach wolnych i na poręczach, drugi najwyższy wynik w skoku i trzeci w ćwiczeniach na równoważni.
Po zniesieniu zawieszenia Polskiego Związku Gimnastycznego przez Komitet Wykonawczy Europejskiej Gimnastyki, Pihan-Kulesza wzięła udział w Mistrzostwach Europy w Bazylei. Zakwalifikowała się do finału wieloboju indywidualnego z wynikiem 51,032, zajmując 22. pozycję. Zajęła również 9. miejsce na równoważni, będąc drugą rezerwową do finału na przyrządzie. Podczas ćwiczeń wolnych w finale wieloboju, doznała kontuzji więzadła krzyżowego przedniego w lewym kolanie, przez co zmuszona była do wycofania się z dalszego udziału w zawodach.

### 2022-2023
Marta nie startowała w żadnych zawodach w 2022 roku ze względu na ciążę.
Wróciła do zawodów w marcu 2023 podczas Mistrzostw Polski w Zabrzu, podczas których wygrała brązowy medal na równoważni.
W kwietniu, Pihan-Kulesza startowała w Pucharze świata w Kairze, gdzie zakwalifikowała się na 6. miejscu do finału ćwiczeń na równoważni z wynikiem 12,400. W finale, Marta uplasowała się na 7. miejscu z notą 11,600.
We wrześniu, wzięła udział w Pucharze świata w Paryżu, jednak nie zakwalifikowała się do finału, ostatecznie zajmując 25. miejsce na równoważni z wynikiem 10,950. Po kilku tygodniach, Marta reprezentowała Polskę na Mistrzostwach świata w belgijskiej Antwerpii, gdzie zakończyła zawody na 82. miejscu w ćwiczeniach na równoważni.

### 2024
Marta rozpoczęła nowy sezon w lutym 2024 podczas Pucharu świata w Kairze, gdzie zajęła 43. miejsce na równoważni i 37. w ćwiczeniach wolnych z wynikami 10,933 i 11,100. W następnych tygodniach, Pihan-Kulesza startowała w dwóch kolejnych Pucharach świata w Chociebużu i Baku, jednak jej wyniki również nie pozwoliły na awans do finałów.
Pod koniec marca, Marta wygrała swój 12. tytuł mistrzyni Polski w wieloboju indywidualnym. Podczas zawodów zdobyła również brązowy medal na poręczach oraz złoto na równoważni.
Podczas Mistrzostw Europy w Rimini, Polska zajęła 16. miejsce w kwalifikacjach drużynowych kobiet (w składzie Pihan-Kulesza, Maria Drobniak, Wiktoria Grzesikiewicz, Anna Gemza i Brygida Urbańska). Indywidualnie, Marta zajęła 22. miejsce w wieloboju oraz 16. w ćwiczeniach na równoważni.

### 2025
W połowie kwietnia 2025 roku, Marta wygrała swój 13. tytuł mistrzyni Polski w wieloboju indywidualnym w Zabrzu, z wynikiem 49,533. Zdobyła również złoty medal na równoważni oraz srebro w ćwiczeniach wolnych. Miesiąc później, startowała w zawodach Pucharu świata w Słowenii, gdzie zajęła 12. miejsce w ćwiczeniach wolnych i 13. na równoważni, tym samym nie awansując do żadnego z finałów.
Pod koniec maja, Pihan-Kulesza reprezentowała Polskę w Mistrzostwach Europy w Lipsku. Ze względu na liczne błędy w kwalifikacjach, zajęła 43. miejsce w wieloboju indywidualnym i zajęła 19. lokatę w konkurencji drużynowej.

## Historia zawodów
| Rok  | Zawody                           | Miejsce                      | AA                           | VT                           | UB                           | BB                           | FX                           | Drużynowo |
| ---- | -------------------------------- | ---------------------------- | ---------------------------- | ---------------------------- | ---------------------------- | ---------------------------- | ---------------------------- | --------- |
| 2003 | Indywidualne Mistrzostwa Polski  | Biała Podlaska               |                              |                              |                              |                              |                              |           |
| 2004 | Indywidualne Mistrzostwa Polski  | Olsztyn                      |                              |                              |                              |                              |                              |           |
| 2005 | Indywidualne Mistrzostwa Polski  | Iława                        |                              |                              |                              |                              |                              |           |
| 2005 | Mistrzostwa Europy               | Debreczyn                    | 20                           |                              | 52                           | 30                           | 7                            |           |
| 2005 | Mistrzostwa świata               | Melbourne                    | 18                           |                              | 32                           | 22                           | 32                           |           |
| 2006 | Indywidualne Mistrzostwa Polski  | Zabrze                       |                              |                              |                              |                              |                              |           |
| 2006 | Mistrzostwa Europy               | Wolos                        | 15                           |                              | 49                           | 12                           | 36                           | 13        |
| 2006 | Mistrzostwa świata               | Aarhus                       | 47                           |                              | 38                           | 30                           |                              | 21        |
| 2007 | Indywidualne Mistrzostwa Polski  | Kraków                       |                              |                              |                              |                              |                              |           |
| 2007 | Puchar świata                    | Gandawa                      |                              |                              |                              | 7                            |                              |           |
| 2007 | Mistrzostwa świata               | Stuttgart                    | 63                           |                              | 93                           | 78                           | 88                           | 22        |
| 2008 | Indywidualne Mistrzostwa Polski  | Szczecin                     |                              |                              |                              |                              |                              |           |
| 2008 | Mistrzostwa Europy               | Clermont-Ferrand             | 8                            |                              | 21                           | 12                           | 33                           | 12        |
| 2008 | Puchar świata                    | Maribor                      |                              |                              |                              | 6                            | 4                            |           |
| 2008 | Puchar świata                    | Moskwa                       |                              |                              | 7                            | 6                            | 7                            |           |
| 2008 | Puchar Szczerba                  | Mińsk                        |                              |                              |                              |                              |                              |           |
| 2008 | XXIX Letnie Igrzyska Olimpijskie | Pekin                        | 46                           |                              | 44                           | 73                           | 45                           |           |
| 2008 | Puchar świata                    | Stuttgart                    |                              |                              | 8                            | 22                           | 11                           |           |
| 2009 | Indywidualne Mistrzostwa Polski  | Zabrze                       |                              |                              |                              |                              |                              |           |
| 2009 | Puchar świata                    | Chociebuż                    |                              |                              | 12                           |                              | 7                            |           |
| 2009 | Puchar świata                    | Maribor                      |                              |                              |                              |                              |                              |           |
| 2009 | Mistrzostwa Europy               | Mediolan                     | 10                           | 22                           | 33                           | 13                           | 27                           |           |
| 2009 | Puchar świata                    | Moskwa                       |                              |                              | 6                            | 7                            | 10                           |           |
| 2009 | Letnia Uniwersjada               | Belgrad                      | 7                            |                              | 23                           | 8                            | 5                            |           |
| 2009 | Puchar świata                    | Doha                         |                              |                              | 5                            | 6                            |                              |           |
| 2009 | Mistrzostwa świata               | Londyn                       | 39                           |                              | 13                           | 68                           | 36                           |           |
| 2009 | Puchar świata                    | Stuttgart                    |                              |                              |                              | 17                           | 5                            |           |
| 2009 | Puchar Szczerba                  | Mińsk                        | 7                            |                              |                              |                              |                              |           |
| 2009 | Toyota International             | Toyota                       |                              |                              | 6                            | 7                            | 4                            |           |
| 2010 | Puchar świata                    | Chociebuż                    |                              |                              | 24                           |                              |                              |           |
| 2010 | Puchar świata                    | Doha                         |                              |                              | 5                            | 6                            | 5                            |           |
| 2010 | Mistrzostwa Europy               | Birmingham                   | 11                           |                              | 25                           | 24                           | 19                           | 10        |
| 2010 | Indywidualne Mistrzostwa Polski  | Iława                        |                              | 5                            |                              |                              |                              |           |
| 2010 | Puchar Szczerba                  | Mińsk                        |                              |                              | 4                            |                              |                              |           |
| 2010 | Mistrzostwa świata               | Rotterdam                    | 20                           |                              | 55                           | 14                           | 51                           | 17        |
| 2010 | Grand Prix de Gymnastique        | Brno                         |                              |                              |                              |                              |                              |           |
| 2011 | Puchar świata                    | Chociebuż                    |                              | 12                           |                              | 33                           |                              |           |
| 2011 | Puchar świata                    | Paryż                        |                              |                              |                              |                              | 7                            |           |
| 2011 | Indywidualne Mistrzostwa Polski  | Gdańsk                       |                              |                              |                              |                              |                              |           |
| 2011 | Mistrzostwa Europy               | Berlin                       | 11                           |                              | 20                           | 7                            | 42                           |           |
| 2011 | Mistrzostwa świata               | Tokio                        | 65                           |                              | 117                          | 88                           | 36                           |           |
| 2011 | Puchar świata                    | Osijek                       |                              |                              |                              | 5                            |                              |           |
| 2011 | Puchar świata                    | Ostrawa                      |                              |                              |                              | 12                           | 10                           |           |
| 2012 | Olympic Test Event               | Londyn                       | 30                           |                              | 7                            | 65                           | 47                           |           |
| 2012 | Puchar świata                    | Chociebuż                    |                              |                              | 5                            | 18                           |                              |           |
| 2012 | Puchar świata                    | Doha                         |                              |                              |                              | 5                            | 7                            |           |
| 2012 | Puchar świata                    | Osijek                       |                              |                              |                              | 10                           |                              |           |
| 2012 | Mistrzostwa Europy               | Bruksela                     | 7                            |                              | 25                           | 15                           | 7                            | 13        |
| 2012 | Puchar świata                    | Gandawa                      |                              |                              |                              | 18                           |                              |           |
| 2012 | Puchar świata                    | Maribor                      |                              |                              |                              | 16                           |                              |           |
| 2012 | Indywidualne Mistrzostwa Polski  | Kraków                       |                              |                              |                              |                              |                              |           |
| 2012 | XXX Letnie Igrzyska Olimpijskie  | Londyn                       | 19                           |                              | 27                           | 64                           | 13                           |           |
| 2013 | Indywidualne Mistrzostwa Polski  | Katowice                     |                              |                              |                              |                              |                              |           |
| 2013 | Mistrzostwa świata               | Antwerpia                    | 41                           |                              | 30                           | 30                           | 68                           |           |
| 2014 | Puchar świata                    | Chociebuż                    |                              |                              | 7                            |                              |                              |           |
| 2014 | Mistrzostwa Europy               | Sofia                        |                              |                              | 14                           | 6                            | 4                            | 10        |
| 2014 | 5. TWG Austrian Team Open        | Linz                         |                              |                              |                              |                              |                              |           |
| 2014 | International CZE-AUT-POL-ISR    | Brno                         |                              |                              |                              |                              |                              |           |
| 2014 | Indywidualne Mistrzostwa Polski  | Biała Podlaska               |                              |                              |                              |                              |                              |           |
| 2014 | Mecz Polska-Czechy               | Nysa                         |                              |                              |                              |                              |                              |           |
| 2014 | Mistrzostwa świata               | Nanning                      | 14                           |                              | 25                           | 25                           | 12                           | 17        |
| 2014 | 4. Mexican Gymnastics Open       | Acapulco                     |                              | 6                            |                              |                              |                              |           |
| 2015 | Puchar świata                    | Chociebuż                    |                              |                              | 10                           |                              |                              |           |
| 2015 | Mistrzostwa Europy               | Montpellier                  | 5                            |                              | 13                           | 30                           | 5                            |           |
| 2015 | Indywidualne Mistrzostwa Polski  | Szczecin                     |                              |                              |                              |                              |                              |           |
| 2015 | Barbórka Cup                     | Zabrze                       |                              |                              |                              |                              |                              |           |
| 2015 | Mistrzostwa świata               | Glasgow                      | 38                           |                              | 45                           | 27                           | 116                          | 19        |
| 2016 | Puchar świata – Team Challenge   | Stuttgart                    |                              | 7                            | 11                           |                              | 12                           | 4         |
| 2016 | Puchar świata                    | Chociebuż                    |                              |                              | 15                           | 11                           | 4                            |           |
| 2016 | 1. Italian Serie A Nationale     | Rimini                       |                              |                              |                              |                              |                              | 6         |
| 2017 | nie brała udziału w zawodach     | nie brała udziału w zawodach | nie brała udziału w zawodach | nie brała udziału w zawodach | nie brała udziału w zawodach | nie brała udziału w zawodach | nie brała udziału w zawodach |           |
| 2018 | Puchar Polski                    | Zabrze                       |                              |                              |                              |                              |                              |           |
| 2018 | Indywidualne Mistrzostwa Polski  | Gdańsk                       |                              |                              |                              |                              |                              |           |
| 2018 | Mistrzostwa Europy               | Glasgow                      |                              |                              | 55                           | 26                           | 20                           | 13        |
| 2018 | Mistrzostwa świata               | Doha                         | 61                           |                              | 113                          | 25                           | 36                           | 22        |
| 2018 | Puchar świata                    | Chociebuż                    |                              |                              |                              | 24                           |                              |           |
| 2019 | Puchar świata                    | Doha                         |                              |                              | 19                           | 9                            | 4                            |           |
| 2019 | Mistrzostwa Europy               | Szczecin                     | 39                           |                              | 66                           | 48                           | 12                           |           |
| 2020 | Puchar świata                    | Szombathely                  |                              |                              | 7                            | 8                            |                              |           |
| 2020 | Indywidualne Mistrzostwa Polski  | Kraków                       |                              |                              |                              |                              |                              |           |
| 2021 | Puchar Polski                    | Zabrze                       |                              |                              |                              |                              |                              |           |
| 2021 | Mistrzostwa Europy               | Bazylea                      | 24                           |                              | 46                           | 9                            | 27                           |           |
| 2023 | Indywidualne Mistrzostwa Polski  | Zabrze                       |                              |                              |                              |                              |                              |           |
| 2023 | Puchar świata                    | Kair                         |                              |                              |                              | 7                            |                              |           |
| 2023 | Puchar świata                    | Paryż                        |                              |                              |                              | 25                           |                              |           |
| 2023 | Mistrzostwa świata               | Antwerpia                    |                              |                              |                              | 82                           |                              |           |
| 2024 | Puchar świata                    | Kair                         |                              |                              |                              | 43                           | 37                           |           |
| 2024 | Puchar świata                    | Chociebuż                    |                              |                              |                              |                              | 53                           |           |
| 2024 | Puchar świata                    | Baku                         |                              |                              |                              | 38                           | 19                           |           |
| 2024 | Indywidualne Mistrzostwa Polski  | Zabrze                       |                              |                              |                              |                              |                              |           |
| 2024 | Mistrzostwa Europy               | Rimini                       | 22                           |                              | 38                           | 16                           | 38                           | 16        |
| 2025 | Indywidualne Mistrzostwa Polski  | Zabrze                       |                              |                              |                              |                              |                              |           |
| 2025 | Puchar świata                    | Koper                        |                              |                              |                              | 13                           | 12                           |           |
| 2025 | Mistrzostwa Europy               | Lipsk                        | 43                           |                              | 78                           | 69                           | 54                           | 19        |